# Bouscarle marron
Locustella castanea
Espèce
Statut de conservation UICN

 LC  : Préoccupation mineure
La Bouscarle marron (Locustella castanea, anciennement Bradypterus castaneus) est une espèce de passereaux de la famille des Locustellidae.

## Répartition
Cet oiseau est endémique de Célèbes en Indonésie.